# Stephen Krashen
Stephen Krashen   (Chicago, 14 de maig de 1941) és un investigador de la lingüística i l'educació. Professor emèrit de la Universitat del Sud de Califòrnia (USC), el 1994 va deixar de formar part del departament de lingüística de la USC per passar al School of Education. És considerat un activista en favor de l'educació bilingüe.
Krashen ha publicat més de 350 articles i llibres sobre l'adquisició d'una segona llengua, l'educació bilingüe, i la lectura. Ha introduït diverses idees importants en l'estudi de l'aprenentatge d'un altre idioma, incloent la hipòtesi d'adquisició-aprenentatge, la hipòtesi de l'input, la hipòtesi de monitor, el filtre afectiu, i la hipòtesi de l'ordre natural. Més recentment, Krashen ha promogut l'ús de la lectura lliure i voluntària durant l'adquisició d'una segona llengua, que segons ell «és l'eina més poderosa que tenim en l'ensenyament d'idiomes, tant en la primera com en la segona».
Krashen viu i treballa a Califòrnia, on el govern es va mostrar en contra de l'educació bilingüe. Krashen creia que era un plantejament erroni i va respondre amb una investigació en què mostrava els problemes d'aquestes noves polítiques. També en va parlar públicament i va escriure moltes cartes als editors de diaris. El 1998, Krashen va engegar una forta campanya contra la Proposició 227, que eliminava gran part de l'educació bilingüe de Califòrnia. Tot i que les seves crítiques, la proposició fou aprovada. Tot i la seva derrota, Krashen segueix treballant en favor de l'educació bilingüe en altres estats que intenten eliminar-la. Les seves cartes solen aparèixer en molts diaris. En aquest sentit, Krashen creu que els investigadors haurien de ser més actius per convèncer el públic general, especialment sobre l'educació bilingüe.